# Teklusia
Teklusia – kolonia w Polsce położona w województwie opolskim, w powiecie kluczborskim, w gminie Wołczyn.
W latach 1975–1998 kolonia należała administracyjnie do województwa opolskiego.